# Конрад фон Нагель
У Вікіпедії є статті про інших людей з прізвищем Нагель.
Конрад фон Наґель цу Айхберґ (нім. Konrad von Nagel zu Aichberg; 6 вересня 1912, Гарберг, Німецька імперія — 9 серпня 1944, Ґрабноволя, Польща) — німецький офіцер, обер-лейтенант резерву вермахту. Кавалер Німецького хреста в золоті.

## Нагороди
- Залізний хрест 2-го і 1-го класу
- Німецький хрест в золоті (17 квітня 1943) — як обер-лейтенант резерву 1-ї роти 1-го батальйону 10-го панцергренадерського полку 9-ї танкової дивізії.